# ジャストアゲームステークス
ジャストアゲームステークス（Just A Game Stakes）は、アメリカ合衆国のベルモントパーク競馬場にて、毎年6月に開催される競馬の競走である。1980年のエクリプス賞最優秀芝牝馬ジャストアゲームにちなんで命名された。

## 概要
グレード制ではGIに類される。芝8ハロンで施行され、出走条件は4歳以上牝馬。賞金総額は30万ドル。ベルモントステークスと同日に行われる。1994年にGIIIのハンデキャップ競走として創設され、名称もジャストアゲームハンデキャップであった。2006年に別定戦となり、名称も現在のものになっている。また、グレードは2004年にGIIへ、2008年にGIへ格上げされた。11月のBCフィリー&メアターフを目標とする馬が叩き台として出走してくることもある。

## 近年の勝ち馬
- 2025年 Dynamic Pricing
- 2024年	Chili Flag
- 2023年	In Italian
- 2022年 Regal Glory
- 2021年 Althiqa
- 2020年 Newspaperofrecord
- 2019年 Rushing Fall
- 2018年 A Raving Beauty
- 2017年 Antonoe
- 2016年 Celestine
- 2015年 Tepin
- 2014年 Coffee Clique
- 2013年 Stephanie's Kitten
- 2012年 Tapitsfly
- 2011年 C.S. Silk
- 2010年 Proviso
- 2009年 Diamondrella
- 2008年 Ventura
- 2007年 My Typhoon
- 2006年 Gorella
- 2005年 Sand Springs
- 2004年 Intercontinental
- 2003年 Mariensky
- 2002年 Babae
- 2001年 License Fee
- 2000年 Perfect Sting